# Portugália autópályái
Ez a lap Portugália autópályáit sorolja fel.

## Portugália kontinentális területén
| Név   | Érintett városok                                                                             | Kilométerszámozás / 2008-ig ennyi készült el belőle |
| ----- | -------------------------------------------------------------------------------------------- | --------------------------------------------------- |
| A1    | Lisszabon–Leiria–Coimbra–A14–Porto                                                           | 301 km / km                                         |
| A2    | Lisszabon–Setúbal–Marateca–Grândola–Albufeira                                                | 240 km / km                                         |
| A3    | Porto-Braga-Ponte de Lima-Valença- Spanyolország                                             | 112 km / km                                         |
| A4    | Matosinhos-Águas Santas-A11- Amarante-Vila Real-Bragança-Quintanilha- Spanyolország          | 223 km / km                                         |
| A5    | Lisszabon-A36-A9-Estoril-Cascais                                                             | 25 km / km                                          |
| A6    | Marateca-Évora-Elvas-Caia- Spanyolország                                                     | 159 km / km                                         |
| A7    | Póvoa de Varzim-Vila Nova de Famalicão-Guimarães-Vila Pouca de Aguiar                        | 100 km / km                                         |
| A8    | Lisszabon- A9-Venda do Pinheiro- Torres Vedras-Óbidos-Caldas da Rainha-Marinha Grande-Leiria | 138 km / km                                         |
| A9    | Quebrada-Loures-Bucelas-Alverca do Ribatejo                                                  | 35 km / km                                          |
| A10   | Bucelas-Carregado-Benavente                                                                  | 40 km / km                                          |
| A11   | Apúlia-Braga-Guimarães-Castelões                                                             | 80 km / km                                          |
| A12   | Sacavém-Ponte Vasco da Gama-Montijo-A2-Setúbal                                               | 41 km / km                                          |
| A13   | Marateca-Benavente-Almeirim                                                                  | 224 km / km                                         |
| A13-1 | A13 - A1                                                                                     | 9 km / km                                           |
| A14   | Figueira da Foz-Coimbra-A31                                                                  | 40 km / km                                          |
| A15   | Óbidos-Santarém-Almeirim                                                                     | 55 km / km                                          |
| A16   | Lisszabon-Lourel-Sintra-Alcabideche                                                          | 28 km / km                                          |
| A17   | Marinha Grande-Louriçal-Figueira da Foz-Mira-Aveiro                                          | 116 km / km                                         |
| A18   | Torres Vedras-A10 (az autópálya jelenleg épül)                                               | 27 km / km                                          |
| A19   | Leiria Sul-Leiria Norte                                                                      | 16 km / km                                          |
| A20   | Carvalhos-A29-A44-Ponte do Freixo-VCI-Francos                                                | 17 km / km                                          |
| A21   | Venda do Pinheiro-Mafra-Ericeira                                                             | 21 km / km                                          |
| A22   | Lagos-Portimão-Albufeira-Loulé-Tavira-Castro Marim- Spanyolország                            | 133 km / km                                         |
| A23   | Torres Novas-Abrantes-Gardete-Castelo Branco-Covilhã-Guarda                                  | 217 km / km                                         |
| A24   | Viseu-Lamego-Vila Real-A7-Chaves-Vila Verde da Raia- Spanyolország                           | 227 km / km                                         |
| A25   | Aveiro-Albergaria-a-Velha-Viseu-Mangualde-Guarda-Vilar Formoso- Spanyolország                | 199 km / km                                         |
| A26   | Sines-Santiago do Cacém-Grândola                                                             | 100 km / km                                         |
| A27   | Viana do Castelo-Ponte de Lima-Ponte da Barca                                                | 24 km / km                                          |
| A28   | Poro-Póvoa de Varzim-Apúlia-Viana do Castelo-Caminha                                         | 123 km / km                                         |
| A29   | Angeja-Estarreja-Ovar-Espinho-Gulpilhares-Porto                                              | 53 km / km                                          |
| A30   | Sacavém-Santa Iria de Azóia                                                                  | 10 km / km                                          |
| A31   | Coimbra Sul-Coimbra Norte                                                                    | 5 km / km                                           |
| A32   | Argoncilhe-Carvalhos (az autópálya jelenleg épül)                                            | 35 km / km                                          |
| A33   | Coina-A39-Montijo-A13                                                                        | 59 km / km                                          |
| A34   | A1-Pombal                                                                                    | 5 km / km                                           |
| A35   | Mira-Mealhada-Santa Comba Dão-Canas de Senhorim-Mangualde                                    | 94 km / km                                          |
| A36   | Algés-Buraca-Pontinha-Sacavém                                                                | 21 km / km                                          |
| A37   | Buraca-A9-Sintra                                                                             | 16 km / km                                          |
| A38   | Almada-A1-Costa da Caparica                                                                  | 6 km / km                                           |
| A39   | A33-Barreiro                                                                                 | 23 km / km                                          |
| A40   | Olival de Basto-Montemor                                                                     | 4 km / km                                           |
| A41   | Perafita-A3-Ermida-Valongo-Aguiar de Sousa-Grijó-Espinho                                     | 62 km / km                                          |
| A42   | Ermida-Paços de Ferreira-Lousada                                                             | 20 km / km                                          |
| A43   | Porto-Aguiar de Sousa                                                                        | 16 km / km                                          |
| A44   | Gulpilhares-Coimbrões-Areinho                                                                | 9 km / km                                           |
| A47   | Maceda-Santa Maria da Feira-Mansores                                                         | 19 km / km                                          |
| A48   | São João da Madeira-Ovar                                                                     | 13 km / km                                          |
| A49   | Espinho Sul-Espinho Norte                                                                    | 7 km / km                                           |

## Az Azori-szigeteken
| Név | Érintett városok       | Kilométerszámozás / 2008-ig ennyi készült el belőle |
| --- | ---------------------- | --------------------------------------------------- |
| R1  | Ponte Delgada-körgyűrű | km / km                                             |

## Madeirán
| Név  | Érintett városok                                              | Kilométerszámozás / 2008-ig ennyi készült el belőle |
| ---- | ------------------------------------------------------------- | --------------------------------------------------- |
| R101 | Ribeira Brava-Funchal-Santa Cruz-Funchal Nemzetközi Repülőtér | km / km                                             |